# Podúsek Bratislava
Stavební podúsek Bratislava zahrnuje výstavbu československého opevnění před druhou světovou válkou, které mělo zajistit obranu předmostí Petržalky v Bratislavě. Již v letech 1933–1935 zde vznikla linie atypických bunkrů, na kterou navázala stavba řádného opevnění pod hlavičkou Ředitelství opevňovacích prací (ŘOP), respektive jeho podřízené složky – ženijní skupiny 21. Pro obsazení všech objektů byl určen hraničářský prapor 50 podřízený Hraniční oblasti 39. Tento prapor, jehož velitelem se stal pplk. pěch. František Kotrč, byl zřízen 15. července 1938 a zrušen 30. listopadu téhož roku.

## Základní údaje

### Objekty generála Šnejdárka (1933–1935)

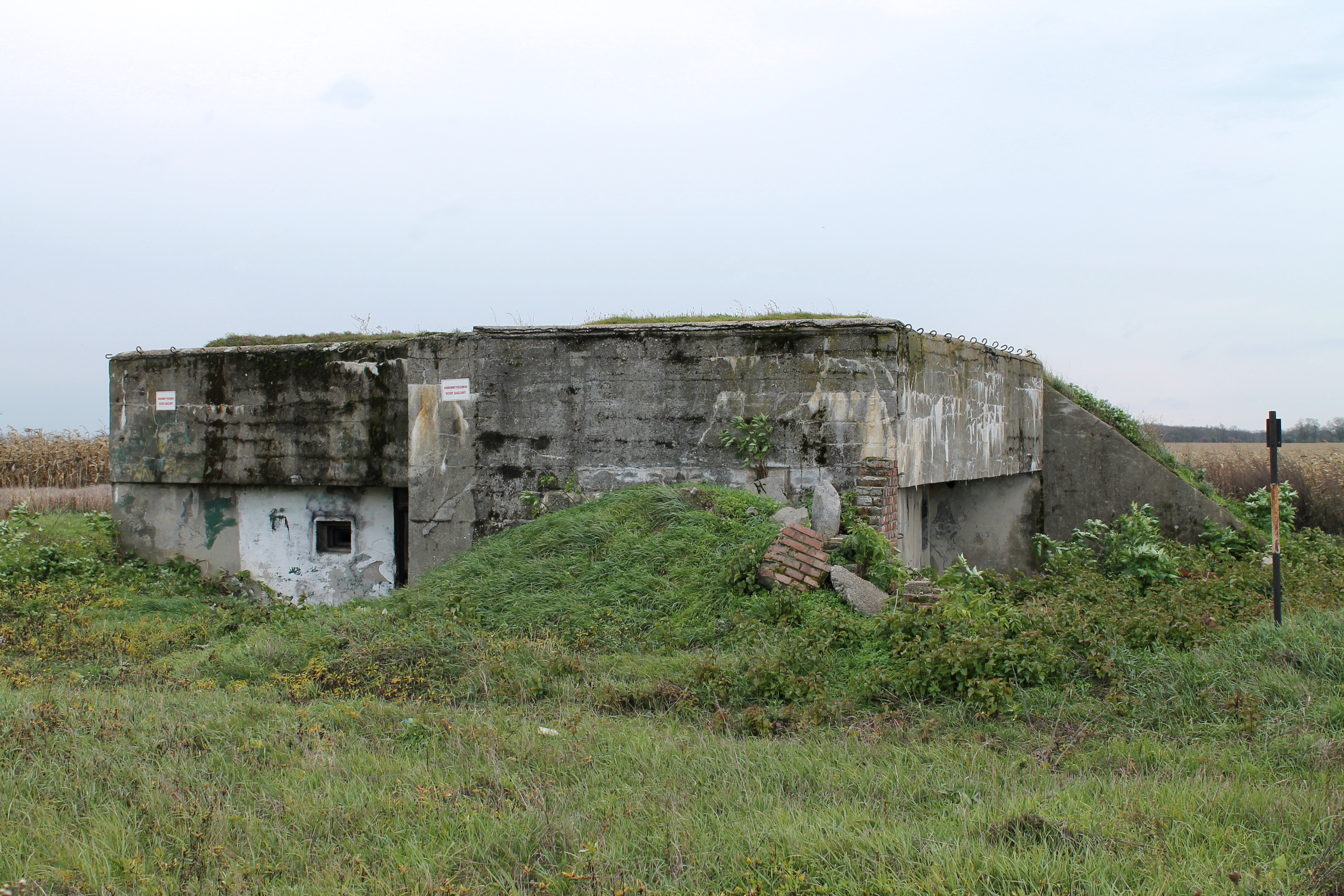
Objekt B-S 10 „Tři hranice“ z roku 1935

Ačkoliv mezinárodní smlouva neumožňovala stavět na petržalském předmostí vojenské objekty, první bunkry na ochranu hlavního města Slovenska (tehdy primárně na ochranu před nepřátelským Maďarskem) zde vznikly mezi lety 1933 a 1935 na popud velitele Zemského vojenského velitelství (ZVV) Bratislava, generála Josefa Šnejdárka. Projekty zřejmě vypracovali pracovníci ZVV podle pokynů generála. Stavbu pravděpodobně zajistil bratislavský ženijní pluk 4.
V letech 1933–1935 bylo postaveno celkem devět železobetonových kulometných pevnůstek v otevřeném terénu mezi Pečnianskym lesem na severozápadě a Dunajem na jihovýchodě. Tato linie měla být doplněna (prodloužena) na severním konci o dalších pět objektů, na jihovýchodním křídle o jeden bunkr. Měl zde také vzniknout druhý sled s pěti objekty. K výstavbě těchto dalších pevnůstek ale již nedošlo. Devět postavených objektů, jež byly označeny pouze krycími názvy, byly vůbec prvními stálými fortifikačním stavbami na území Československa od první světové války.
Po vzniku ženijní skupiny 21 a zahájení výstavby řádného typizovaného opevnění bylo těchto devět atypických „starých“ objektů začleněno do opevňovacích plánů. ŘOP původně zamýšlelo bunkry upravit stavebními firmami, nakonec byly v srpnu a září 1937 adaptovány ženijními útvary v rámci výcviku. Jednalo se především o zabetonování některých střílen a granátových skluzů a osazení ocelolitinových střílen a vzduchotechniky. Objekty byly rovněž označeny standardním označením, stejně jako ostatní těžké objekty – B-S 5a, 5b, 6, 7, 9 až 12, 14.

### Těžké objekty v první linii (1936–1937)

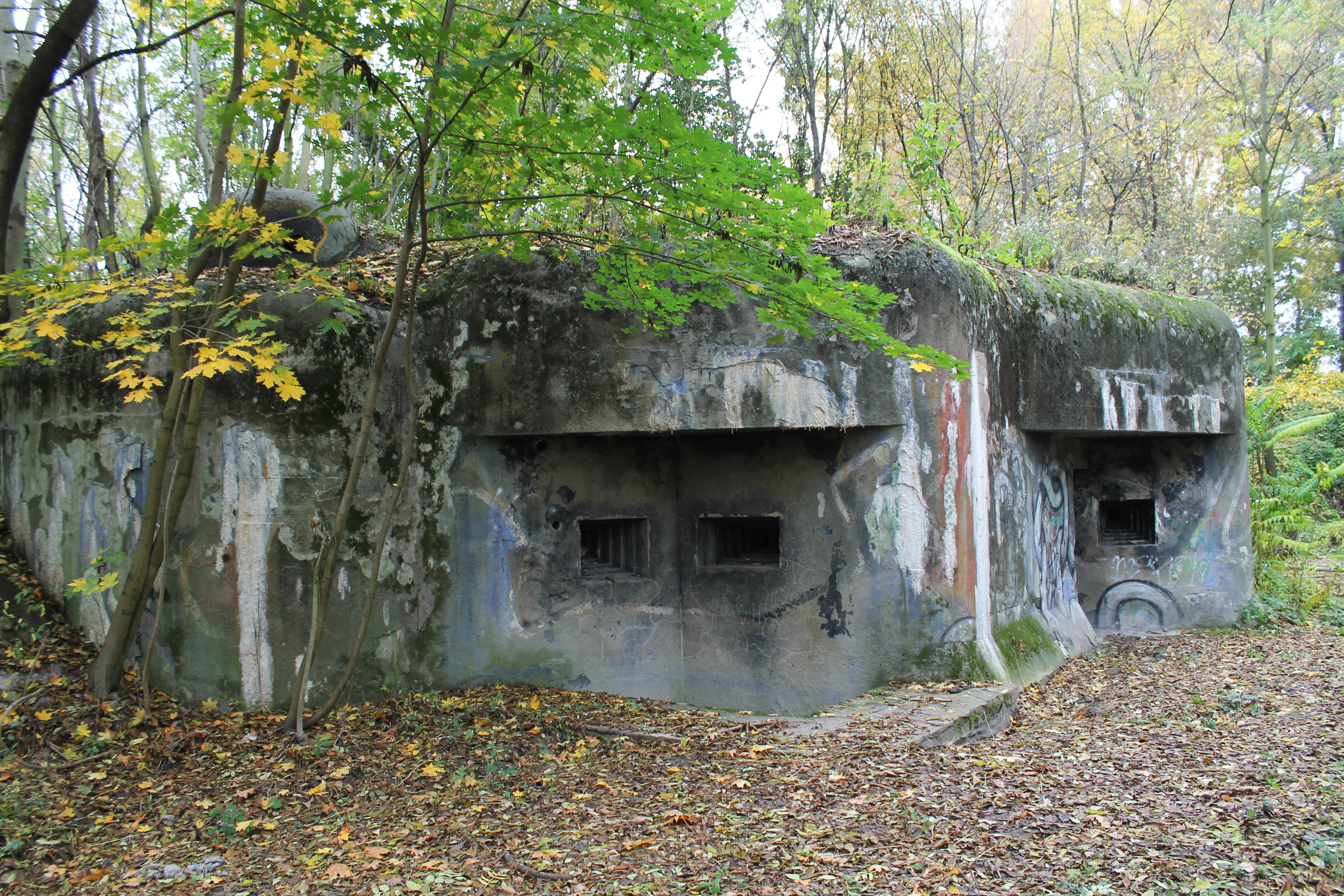
Pěchotní srub B-S 1 „Štěrkoviště“

O výstavbě standardních těžkých objektů na Petržalce bylo komisí ŘOP rozhodnuto začátkem roku 1936. Celkem bylo navrženo sedm bunkrů, které měly doplnit linii „Šnejdárkových“ pevnůstek, jež měly být částečně upraveny. Plány vypracovali pracovníci ŘOP ještě před vznikem samotné ženijní skupiny 21, která měla výstavbu řídit. Těžké opevnění v Bratislavě mělo mít kvůli co největší úspoře prací několik atypických rysů: pěchotní sruby měly mít přímý, nezalomený vchod, místo schodišť měly být zřízeny kovové žebříky, měly být zkráceny krakorce a WC měla být kvůli vysoké hladině podzemní vody umístěna do horního (bojového) patra. V případě těchto detailů však došlo k několika výjimkám.
Průběh linie měl být následující: první objekt (B-S 1) se měl nacházet na břehu Dunaje v Pečnianskem lese. V samotném háji se měly nacházet i další tři pěchotní sruby (B-S 2 až 4), neboť tento prostor nebyl chráněn objekty z let 1933–1935. V otevřeném terénu od silnice na Vídeň přibližně po Janíkov dvor na jihu se nacházela většina „Šnejdárkových“ bunkrů. Proto zde byl zřízen pouze jediný srub (B-S 8), přibližně uprostřed linie nedaleko železnice do Kittsee. Poslední dva objekty se měly nacházet na jihovýchodním konci opevněného oblouku, poblíž Dunaje (B-S 13 a 15).
Stavba těchto sedmi pěchotních srubů byla po soutěži zadána firmě Ing. Rudolf Frič, Bratislava dne 11. září 1936 za částku 4 294 841,04 Kč. Lhůta na dokončení byla stanovena na 150 pracovních dnů, prvním pracovním dnem byl 15. říjen 1936. Velitelem podúseku se stal kpt. (později škpt.) žen. ing. František Novák, stavbyvedoucím npor. stav. František Novotný.
Střežení budovaných objektů zajišťoval bratislavský pěší pluk 39 „Výzvědný Generála Grazianiho“ pod velením plk. gšt. Tomáše Plcha.

### Doplňující objekty (1937)
V létě 1937 rozhodlo ŘOP o zesílení střední části linie dalšími pěti objekty. Objekt B-S I byl umístěn do mezipolí objektů B-S 5b a B-S 6, ostatní bunkry vytvářely druhý sled obrany od vídeňské silnice po železnici směrem na Rusovce. Jednalo se o lehké objekty vz. 37, jejich zvláštností ale bylo označení B-S I až V vycházející z označení těžkých objektů a také fakt, že jejich výstavbu nezajišťoval armádní sbor, ale ženijní skupina. Výjimkou byl objekt B-S IV, u kterého se jednalo o atypický pěchotní srub.
V soutěži na výstavbu zvítězil stavitel Ing. Rudolf Frič, Bratislava, jemuž byla realizace těchto pěti objektů zadána dne 3. září 1937 za částku 523 878,80 Kč, lhůta na dokončení prací byla 50 dnů. První pracovní den nastal 25. září 1937, velitelem podúseku se stal kpt. (později škpt.) žen. ing. František Novák, stavbyvedoucím por. stav. Karel Včelák.

### Velitelská stanoviště (1937–1938)
Na petržalském předmostí byla rovněž vybudována čtyři železobetonová velitelská stanoviště, jediná svého druhu v československém opevnění (podle plánů byla jejich výstavba připravována podél celé linie, k čemuž však již nedošlo). Jednalo se o stanoviště velitelů rot; velitelé dvou praporů a velitel pluku, jež měly Petržalku bránit, měli sídlit dále od fronty s využitím civilních staveb, případně terénu. K tomuto řešení dospěl ŘOP na konci léta 1937.
Objekty B-SV 1 až 4 byly zadány firmě Ing. Rudolf Frič, Bratislava dne 25. listopadu 1937 (vybrána byla již v říjnu téhož roku) za částku 429 420,80 Kč, i když prvním pracovním dnem byl již 24. listopad 1937. Velitelem podúseku se stal kpt. (později škpt.) žen. ing. František Novák, stavbyvedoucím por. stav. Karel Včelák.

## Seznam objektů
Pozn.: Objekty jsou řazeny ze západu na východ.
| Snímek             | Další snímky                                                 | Označení | Název       | Typ objektu         | Odolnost | Datum betonáže             | Osazení zvonů            | Umístění                       | Poznámky              |
| ------------------ | ------------------------------------------------------------ | -------- | ----------- | ------------------- | -------- | -------------------------- | ------------------------ | ------------------------------ | --------------------- |
| B-S 1 Štěrkoviště  | Kategorie „B-S 1 Štěrkoviště casemate“ na Wikimedia Commons  | B-S 1    | Štěrkoviště | pěchotní srub       | I        | 5.–12. prosince 1936       | 26.–29. června 1937      | 48°8′30″ s. š., 17°3′53″ v. d. |                       |
| B-S 2 Mulda        | Kategorie „B-S 2 Mulda casemate“ na Wikimedia Commons        | B-S 2    | Mulda       | pěchotní srub       | I        | 15.–20. prosince 1936      | 2.–9. července 1937      | 48°8′10″ s. š., 17°3′59″ v. d. |                       |
| B-S 3 Paseka       | Kategorie „B-S 3 Paseka casemate“ na Wikimedia Commons       | B-S 3    | Paseka      | pěchotní srub       | I        | 4.–9. ledna 1937           | 14.–16. července 1937    | 48°7′50″ s. š., 17°4′5″ v. d.  |                       |
| B-S 4 Lány         | Kategorie „B-S 4 Lány casemate“ na Wikimedia Commons         | B-S 4    | Lány        | pěchotní srub       | II       | 14.–21. ledna 1937         | 4.–6. srpna 1937         | 48°7′39″ s. š., 17°4′19″ v. d. | muzeum                |
|                    |                                                              | B-S 5a   | Vídeň I     | atypický            | —        | 1934                       | —                        | 48°7′26″ s. š., 17°4′34″ v. d. | třípodlažní, zničen   |
|                    |                                                              | B-S 5b   | Vídeň II    | atypický            | —        | 1934                       | —                        | 48°7′25″ s. š., 17°4′28″ v. d. | třípodlažní, zničen   |
| B-S 6 Vrba         | Kategorie „B-S 6 Vrba casemate“ na Wikimedia Commons         | B-S 6    | Vrba        | atypický            | —        | 1935                       | —                        | 48°7′ s. š., 17°4′52″ v. d.    | jednopodlažní, muzeum |
| B-S 7 Cvičiště     |                                                              | B-S 7    | Cvičiště    | atypický            | —        | 1933                       | —                        | 48°6′39″ s. š., 17°4′42″ v. d. | jednopodlažní         |
| B-S 8 Hřbitov      | Kategorie „B-S 8 Hřbitov casemate“ na Wikimedia Commons      | B-S 8    | Hřbitov     | pěchotní srub       | II       | 15.–21. března 1937        | 11.–13. srpna 1937       | 48°6′28″ s. š., 17°4′54″ v. d. | muzeum                |
| B-S 9 Kittsee      | Kategorie „B-S 9 Kittsee casemate“ na Wikimedia Commons      | B-S 9    | Kittsee     | atypický            | —        | 1933                       | —                        | 48°6′16″ s. š., 17°5′5″ v. d.  | jednopodlažní         |
| B-S 10 Tři hranice | Kategorie „B-S 10 Tři hranice casemate“ na Wikimedia Commons | B-S 10   | Tři hranice | atypický            | —        | 1935                       | —                        | 48°6′5″ s. š., 17°5′43″ v. d.  | jednopodlažní         |
|                    |                                                              | B-S 11   | Janík       | atypický            | —        | 1935                       | —                        | 48°6′ s. š., 17°6′13″ v. d.    | jednopodlažní, zničen |
|                    |                                                              | B-S 12   | Oroszvár    | atypický            | —        | 1933                       | —                        | 48°5′58″ s. š., 17°6′55″ v. d. | zničen                |
| B-S 13 Stoh        | Kategorie „B-S 13 Stoh casemate“ na Wikimedia Commons        | B-S 13   | Stoh        | pěchotní srub       | I        | 28. února – 5. března 1937 | 18. srpna – 8. září 1937 | 48°5′59″ s. š., 17°7′25″ v. d. |                       |
| B-S 14 Duna        | Kategorie „B-S 14 Duna casemate“ na Wikimedia Commons        | B-S 14   | Duna        | atypický            | —        | 1933/1934                  | —                        | 48°6′4″ s. š., 17°7′57″ v. d.  |                       |
| B-S 15 Ostrov      |                                                              | B-S 15   | Ostrov      | pěchotní srub       | I        | 16.–21. února 1937         | 23. srpna – 4. září 1937 | 48°6′2″ s. š., 17°8′16″ v. d.  | jednopodlažní         |
|                    |                                                              |          |             |                     |          |                            |                          |                                |                       |
|                    |                                                              | B-S I    | —           | LO vz. 37 A-180     | Z        | 29.–30. října 1937         | —                        | 48°7′10″ s. š., 17°4′43″ v. d. | zničen                |
| B-S II             | Kategorie „B-S II light pillbox“ na Wikimedia Commons        | B-S II   | —           | LO vz. 37 H         | —        | 4.–5. listopadu 1937       | —                        | 48°7′16″ s. š., 17°4′54″ v. d. |                       |
|                    |                                                              | B-S III  | Krychle „J“ | LO vz. 37 A-200     | N        | 22.–23. října 1937         | —                        | 48°6′44″ s. š., 17°5′4″ v. d.  | zničen                |
|                    |                                                              | B-S IV   | Milada      | pěchotní srub       | 1        | 7.–11. prosince 1937       | 15. září 1937 (?)        | 48°6′15″ s. š., 17°5′41″ v. d. | zničen                |
|                    |                                                              | B-S V    | —           | LO vz. 37 A-180     | N        | 18.–19. října 1937         | —                        | 48°6′5″ s. š., 17°6′25″ v. d.  | zničen                |
|                    |                                                              |          |             |                     |          |                            |                          |                                |                       |
| B-SV 1             | Kategorie „B-SV 1 casemate“ na Wikimedia Commons             | B-SV 1   | —           | velitel. stanoviště | —        | 20.–22. ledna 1938         | —                        | 48°7′58″ s. š., 17°4′33″ v. d. | jednopodlažní         |
| B-SV 2             | Kategorie „B-SV 2 casemate“ na Wikimedia Commons             | B-SV 2   |             | velitel. stanoviště | —        | 16.–18. února 1938         | —                        | 48°7′6″ s. š., 17°5′12″ v. d.  | jednopodlažní         |
|                    |                                                              | B-SV 3   | Ivan        | velitel. stanoviště | —        | 18.–21. prosince 1937      | —                        | 48°6′24″ s. š., 17°6′16″ v. d. | jednopodlažní, zničen |
| B-SV 4             | Kategorie „B-SV 4 casemate“ na Wikimedia Commons             | B-SV 4   | —           | velitel. stanoviště | —        | 14.–16. ledna 1938         | —                        | 48°6′21″ s. š., 17°7′23″ v. d. | jednopodlažní         |

## Popis objektů

### „Šnejdárkovy“ objekty

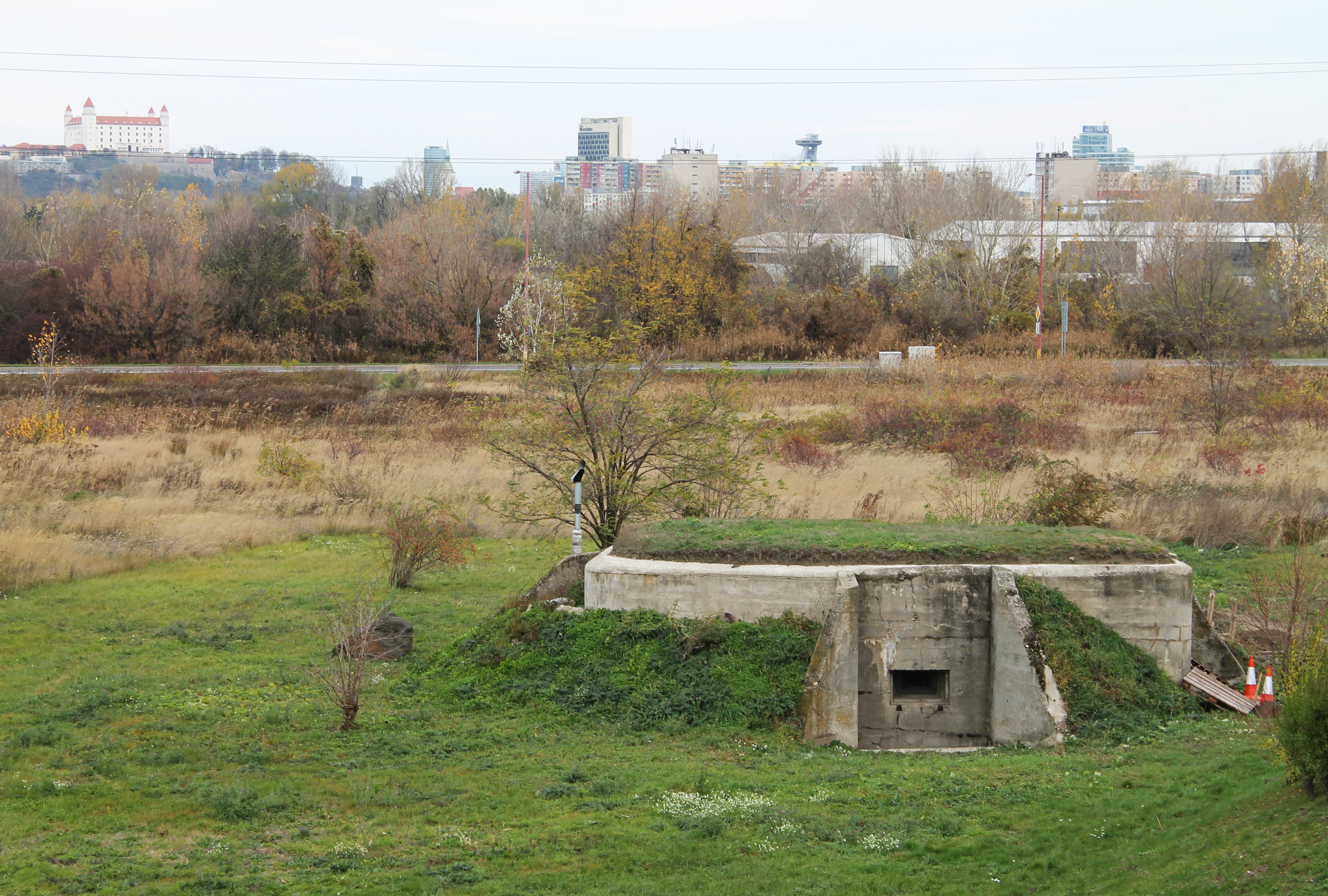
Objekt B-S 6 „Vrba“

Nejjednodušší konstrukci mají dva bunkry postavené roku 1933. Objekty B-S 7 a B-S 9 jsou téměř totožné, přízemní, postavené na šestiúhelníkovém půdorysu, se vstupem uzavřeným dvěma dveřmi a s předsíňkou mezi nimi. V původní podobě měly jednu čelní a dvě kosé střílny pro kulomety. Při úpravách roku 1937 byla čelní střílna bunkru B-S 9 zabetonována, v případě objektu B-S 7 místo ní zůstal úzký pozorovací průzor. Naopak bunkr B-S 12 z téhož roku je částečně dvoupodlažní, přičemž do spodního patra vede průlez se stupačkami. V horním, bojovém patře se původně nacházelo šest kulometných střílen (4 boční, 1 kosá a 1 čelní), v rámci adaptace byla kosá střílna upravena na pozorovací průzor. Objekt B-S 14 z přelomu let 1933 a 1934 má podobnou konstrukci: je částečně dvoupodlažní a zpočátku byl vybaven čtyřmi střílnami pro kulomet, z nichž dvě byly roku 1937 zabetonovány (z toho jedna atypicky se nacházející ve spodním patře).
V roce 1934 postavené objekty B-S 5a a B-S 5b se nacházely po stranách v náspu silnice z Petržalky směrem na Vídeň. Měly poměrně komplikovaný půdorys, byly částečně třípodlažní, patra byla propojena průlezy se stupačkami a objekty měly nouzové východy. Z bunkru B-S 5a ústila na povrch náspu vedle vozovky šachta, kde měl být v případě boje umístěn polní kulomet. Objekt B-S 5a měl původně tři kulometné střílny (jedna z nich byla roku 1937 zabetonována), objekt B-S 5b měl dvě střílny pro kulomety.
Nejpokročilejší byly objekty z roku 1935: B-S 6, B-S 10 a B-S 11. Byly přízemní, měly i střílny na ochranu vchodu a většina hlavních střílen byla umístěna v bočních stěnách. Srub B-S 6 měl původně tři střílny pro kulomety, z nichž jedna byla roku 1937 upravena na nasávací otvor ventilace. Objekt B-S 11 nebyl roku 1937 zásadněji upravován, měl celkem čtyři kulometné střílny. V případě srubu B-S 10 došlo při adaptaci k zabetonování dvou hlavních střílen (jedné čelní a jedné boční) a jedné střílny na ochranu vchodu (jako jediný měl dvě tyto střílny). Podle plánů úprav měl být v objektu osazen pancéřový zvon. Byl již pro něj připraven prostor i šachta, nicméně ŘOP v roce 1937 rozhodlo o zabetonování tohoto otvoru, přičemž zde měl zůstat pouze periskop. Na stropě objektu B-S 9 byl zřejmě vybudován strážní domek, po kterém zůstal stát pouze komín (doložen na fotografii z roku 1939), jenž byl roku 2011 zbourán.
Některé „Šnejdárkovy“ objekty se do současnosti nedochovaly. Bunkry B-S 5a a B-S 5b v náspu silnice byly zničeny v 60. letech 20. století, objekty B-S 11 a B-S 12 padly na začátku 80. let 20. století za oběť výstavbě panelového sídliště.
Objekt B-S 14 „Duna“ byl roku 1993 zahrnut do Military campu – vojenského skanzenu Bratislava-Ovsiště, který ale později zanikl. Podle plánů provozovatele měl být vyčištěn, zakonzervován a uzavřen jako nepřístupný. Objekt B-S 6 „Vrba“ převzalo v roce 2011 stejnojmenné občanské sdružení, které jej rekonstruuje a příležitostně zpřístupňuje veřejnosti.
Osádku těchto „starých“, atypických objektů tvořilo podle velikosti a počtu zbraní 7 až 10 mužů.

### Pěchotní sruby v první linii

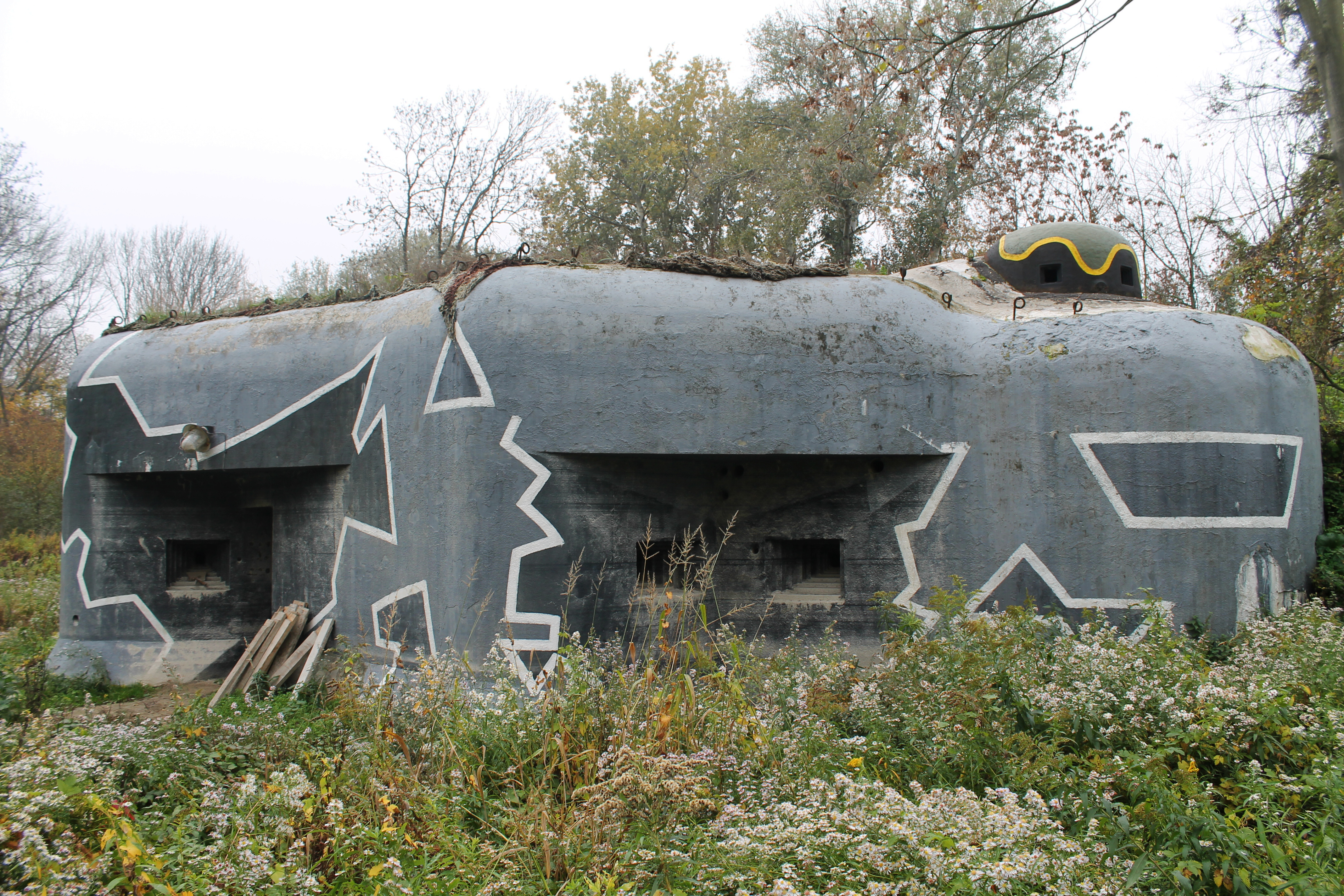
Renovovaný srub B-S 2 „Mulda“

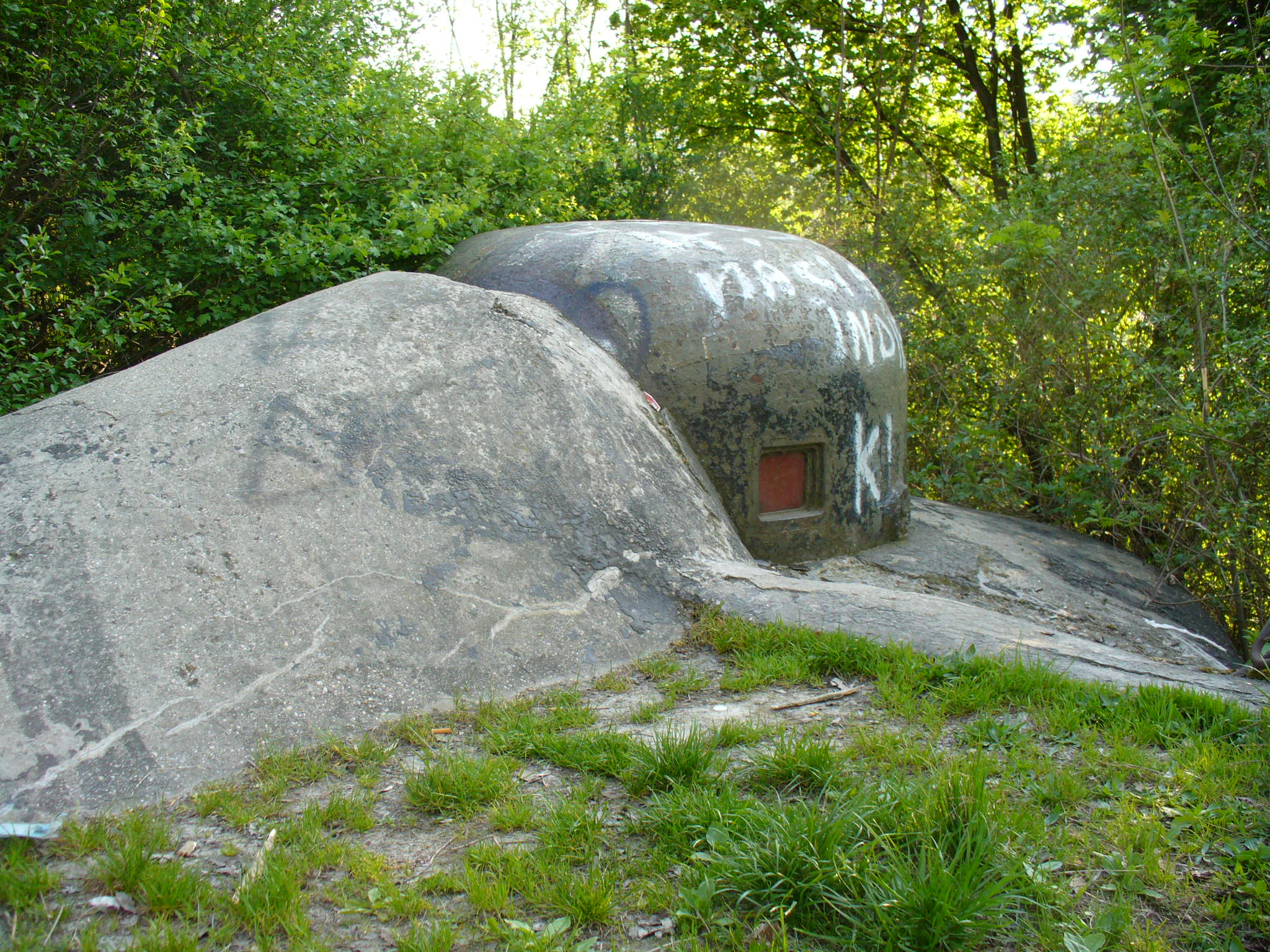
Zvon pro lehký kulomet srubu B-S 13 „Stoh“

Všech sedm pěchotních srubů postavených na přelomu let 1936 a 1937 má několik shodných rysů, které měly zajistit co největší úspornost prací (výjimky jsou uvedeny níže). Objekty jsou postaveny v I. stupni odolnosti, typologicky jsou zařazeny mezi oboustranné dvoukřídlé dvoupodlažní pěchotní sruby se dvěma pancéřovými zvony. Bunkry mají atypicky malé krakorce, atypický přímý vchod bez zalomení vstupní chodbičky (střílna na ochranu vchodu se nachází přímo ve dveřích), šachtu se stupačkami do spodního patra místo schodiště či filtrovnu, strojovnu a WC (toto kvůli vysoké hladině podzemní vody) umístěné v horním patře. Kubatura betonu se pohybovala mezi 654 (srub B-S 3) a 757 m³ (srub B-S 15), osádka čítala 20–24 mužů.
Objekty postavené v Pečnianskem lese (B-S 1 „Štěrkoviště“, B-S 2 „Mulda“, B-S 3 „Paseka“) jsou navzájem velmi podobné a vyznačují se všemi výše popsanými rysy. Sruby jsou vyzbrojeny dvěma dvojčaty těžkých kulometů vz. 37 (tzv. zbraň M), pouze v pravé kasematě objektu B-S 1 se nacházel protitankový kanón vz. 36 spřažený s těžkým kulometem vz. 37 (zbraň L1), který postřeloval Dunaj. Pomocnou výzbroj dále tvoří tři lehké kulomety vz. 26 (zbraň N) ve střílnách „pod betonem“ a další dvě zbraně stejného typu v pancéřových zvonech.
Srub B-S 4 „Lány“ se již nacházel na kraji lesa, navíc měl chránit důležitou silnici vedoucí z Petržalky ke státní hranici a dále do Vídně. Proto byl vyprojektován ve II. stupni odolnosti, kubatura betonu činila 1021 m³ a osádku tvořilo 27 mužů. Objekt má dva pancéřové zvony pro lehký kulomet a čtyři zbraně N na ochranu obvodové překážky. Hlavní výzbroj tvoří zbraň M s výstřelem do lesa; důležitým směrem k silnici míří zbraně L1 a M. Vzhledem k exponované poloze má „čtyřka“ klasický, dvakrát lomený vchod s ochrannou střílnou. V levé střelecké místnosti se nalézá malý výtah pro munici vedoucí do skladiště ve spodním patře.
Pilířem obrany bratislavského předmostí měl být objekt B-S 8 „Hřbitov“ nacházející se přibližně uprostřed celé linie. Proto byl navržen a postaven jako klasický pěchotní srub ve II. stupni odolnosti. Objem použitého betonu činil 1377 m³, osádka čítala 33 mužů. „Hřbitov“ má dvě podlaží, dva zvony pro lehký kulomet, klasický, dvakrát zalomený vchod a jako jediný srub v bratislavském úseku i schodiště do spodního patra. Jedinou zvláštností (vyskytující se ale i na jiných místech československého opevnění) je WC v horním patře. Objekt je vybaven na každou stranu zbraněmi L1 a M, v ochranných střílnách se dále nalézají čtyři zbraně N.
Pěchotní srub B-S 13 „Stoh“ je oboustranný jednokřídlý objekt v I. stupni odolnosti. Má většinu typických rysů bratislavského těžkého opevnění, přesto lze zde najít výjimku v podobě neexistujícího levého křídla, jež bylo nahrazeno pancéřovou kopulí s těžkým kulometem vz. 37. Hlavní výzbroj vpravo tvoří zbraně L1 a M, pomocnou výzbroj lehký kulomet v pancéřovém zvonu a tatáž zbraň na ochranu nejbližšího okolí („pod betonem“ jsou celkem tři zbraně N).
V případě objektu B-S 15 „Ostrov“ se jedná o oboustranný jednokřídlý pěchotní srub. V tomto případě bylo nahrazeno kopulí s těžkým kulometem vz. 37 pravé křídlo. Objekt má zvláštnost, že je pouze jednopodlažní, neboť se nachází zcela na břehu Dunaje. V levém křídle je umístěn pancéřový zvon s lehkým kulometem a střílna zbraně L1 s výstřelem na řeku. Dále je srub vybaven dvěma zbraněmi N na ochranu vchodu a střílny hlavní protitankového kanónu.
Osazení všech pancéřových zvonů a kopulí proběhlo od konce června do začátku září 1937, sruby byly během roku 1937 kompletně vybaveny výzbrojí a výstrojí (mj. elektroinstalace, vodovodní instalace a vzduchotechnika), v létě 1937 byl rovněž vybudován překážkový systém kolem celé linie tvořené pěchotními sruby a „Šnejdárkovými“ objekty. Bratislavský úsek tak v září 1938 byl jedním z nejdokončenějších v celém systému československého opevnění.
Dne 8. října 1938 byly všechny bunkry na Petržalce zabrány Německem, československá armáda ještě předtím stihla evakuovat část materiálu a výzbroje. Pěchotní sruby nebyly během okupace nijak výrazně poničeny. Mírné škody byly opraveny v roce 1947 stavební firmou Ing. Rudolf Frič (tedy původním stavitelem srubů) za částku 1 131 000 Kčs. Po ukončení vývoje 85mm protitankového kanónu vz. 44/59, který byl určen pro pěchotní sruby u hranic s Rakouskem, byly během léta 1959 bratislavské sruby vybaveny novými střílnami pro tuto zbraň. Jednalo se však pouze o objekty, které před druhou světovou válkou byly vybaveny 4cm protitankovým kanónem, tedy B-S 1 vpravo, B-S 4 vlevo, B-S 8 vpravo i vlevo a B-S 13 vpravo. (Výjimkou se stal pouze srub B-S 15 pravidelně zaplavovaný Dunajem, o nějž neměla armáda zájem. Díky tomu zde zůstala zachována původní střílna zbraně L1.) 85mm kanóny byly do objektů osazeny ve druhém čtvrtletí roku 1960, sruby však nebyly nijak více vybaveny. V 70. letech byl armádou opuštěn objekt B-S 13, jemuž byl zamezen výstřel kanónu výstavbou nedalekého silničního náspu. V 80. letech byly z neudržovaných objektů B-S 13 a 15 odvezeny zachované pancéřové dveře a podlážky zvonů a kopulí do vznikajícího muzea v Darkovičkách.
Sruby B-S 1 až 4 a B-S 8 byly armádou udržovány do 90. let 20. století, poté byly kanóny odvezeny a objekty začaly chátrat. V roce 1993 vznikl z objektů B-S 13 a B-S 15 (a „Šnejdárkova“ objektu B-S 14) Military camp – vojenský skanzen Bratislava-Ovsiště, který ale později zanikl. Od roku 2009 se o objekt B-S 8 „Hřbitov“ stará občanské sdružení Zachráňme petržalské bunkre, které srub zpřístupnilo veřejnosti, opravuje jej a za podpory Vojenského historického ústavu a petržalské samosprávy zde pořádá výstavy. Jako muzeum je od roku 2011 využíván i srub B-S 4.

### Doplňující objekty

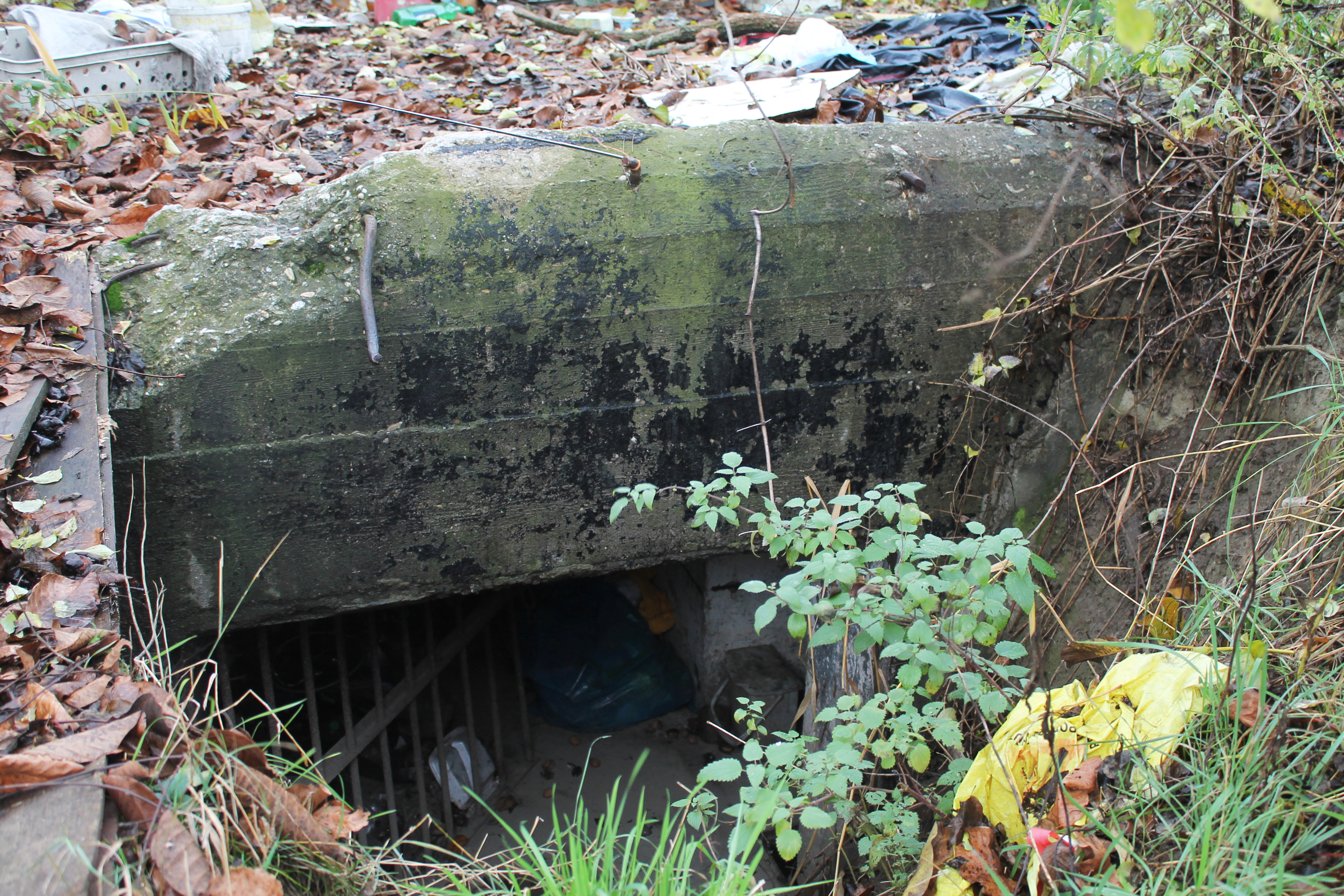
Vchod do objektu B-S II

Pět doplňujících objektů postavených v posledním čtvrtletí roku 1937 tvořilo de facto druhou obrannou linii. Ve čtyřech případech se jednalo o běžné „řopíky“ (lehké objekty vz. 37), objekt B-S IV byl postaven jako pěchotní srub.
Tři řopíky B-S I, B-S III a B-S V byly nejrozšířenějšího typu A, konkrétně podtypů A-180, A-200 a A-180 (v tomto pořadí). Pevnůstka B-S I byla postavena v zesílené odolnosti, neboť jako jediná byla umístěna v hlavním obranném postavení v mezipolí objektů B-S 5b a B-S 6. Zbylé dva řopíky měly odolnost normální. Výzbroj u těchto objektů tvořily vždy dva kulomety, osádka čítala sedm mužů. Objem betonu potřebného na stavbu jednoho objektu normální odolnosti byl 40 až 44 m³, v případě pevnůstky v zesílené odolnosti 78 m³.
Objekt B-S II typologicky také patří do lehkého opevnění vz. 37. Jedná se o typ H, který ale byl postaven pouze v jediném exempláři právě v Bratislavě. Typ H byl v roce 1938 přejat do nového, již nerealizovaného systému lehkého opevnění pod označení K-5. Jedná se o malý podzemní úkryt pro polní 3,7cm protitankový kanón s místností pro jeho obsluhu a munici. Světlá výška místností v úkrytu je pouze 130 cm, proto zde měla osádka být pouze v případě nouze. Podlaha objektu se nachází 160 cm pod povrchem a v případě boje museli vojáci kanón vytáhnout po vykopané rampě na povrch a převést jej na předem upravenou palebnou pláň. Kubatura betonu této pevnůstky činila 62 m³, osádku tvořilo sedm mužů.
Pěchotní srub B-S IV „Milada“ byl vybudován v 1., tedy nejnižším stupni odolnosti, což je rovněž v linii postaveného československého těžkého opevnění unikát. Další zajímavostí tohoto objektu je také absence ochranných střílen v krycích křídlech. Jednalo se o oboustranný dvoukřídlý pěchotní srub s jedním pancéřovým zvonem pro lehký kulomet. Hlavní výzbroj byla na každou stranu tvořena jedním dvojčetem těžkých kulometů vz. 37, ochranu části obvodové překážky zajišťoval lehký kulomet vz. 26. Uvnitř měl být také uskladněn 3cm polní protitankový kanón se střelivem, který měl být v případě boje vytažen mimo objekt. Pro výstavbu tohoto srubu bylo spotřebováno 278 m³ betonu; osádka čítala 17 mužů. Objekt byl vybetonován v prosinci 1937, podle výkazu osazovací čety ale byl pancéřový zvon do srubu osazen již 15. září 1937.
Druhou světovou válku přežily tyto objekty zřejmě bez vážnějšího poškození. Do současnosti se však zachoval pouze objekt B-S II nacházející se uprostřed pole. Řopík B-S I a srub B-S IV byly zřejmě zničeny při stavbě silnic, pevnůstka B-S III byla zničena na přelomu 20. a 21. století (pravděpodobně v roce 2001) při rozšiřování průmyslového areálu a objekt B-S V padl zřejmě za oběť výstavbě panelového sídliště.

### Velitelská stanoviště

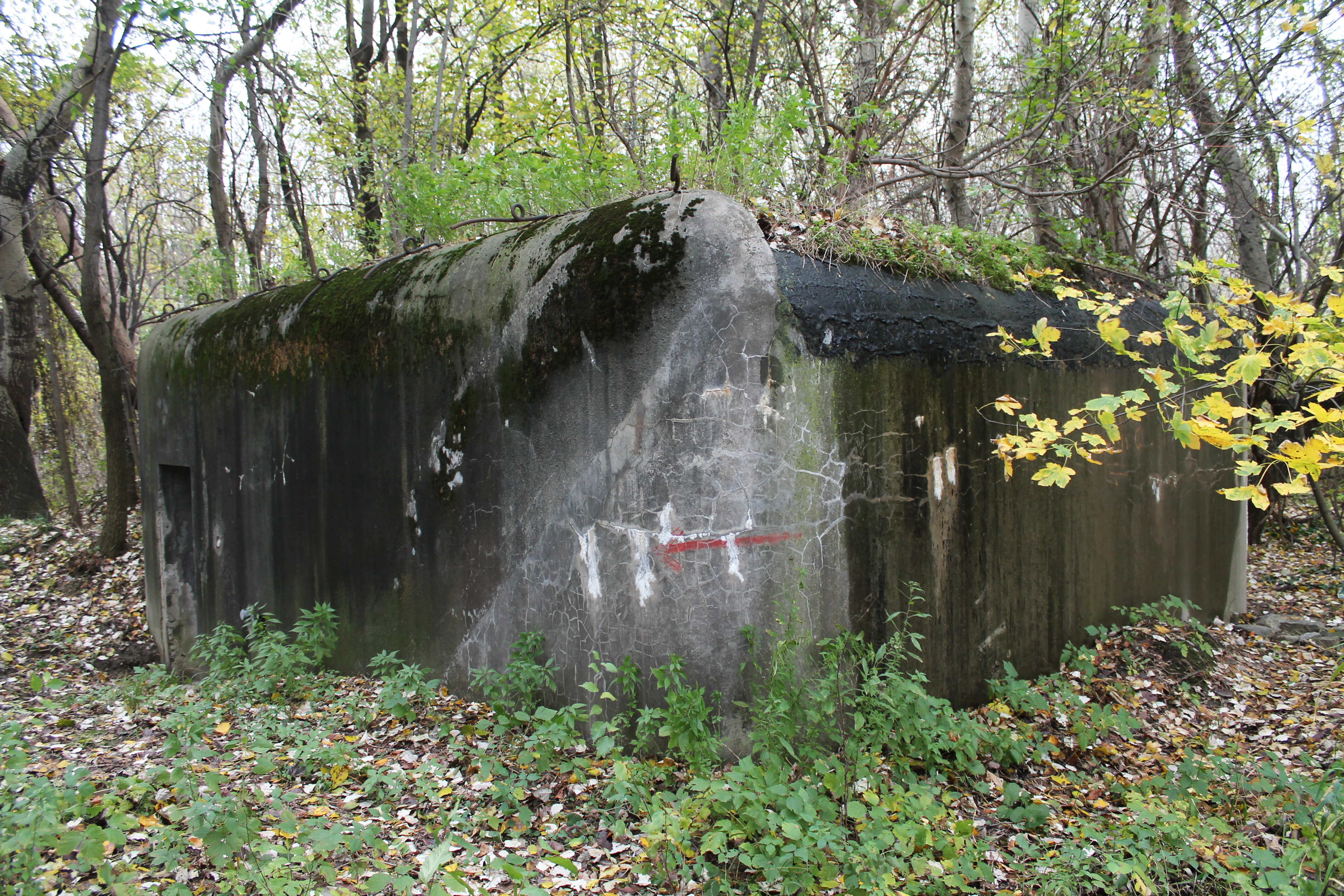
Velitelské stanoviště B-SV 4

Čtyři postavená železobetonová stanoviště pro velitele rot B-SV 1 až B-SV 4 byla shodné jednoduché konstrukce. Jedná se o malé objekty postavené na půdorysu obdélníku. Vstup z týlové strany je jednou zalomený a uzavřený pancéřovými dveřmi. Chráněn byl střílnou v těchto dveřích a granátovým skluzem vedle. Uvnitř pevnůstky se nacházejí tři malé místnosti pro personál; objekty byly napojeny na podzemní telefonní kabel. Stanoviště B-SV 2 a B-SV 3, která stála ve volném terénu, měla ve stropě umístěný i zrcátkový periskop.
Objekt B-SV 3 „Ivan“ byl zničen při výstavbě sídliště Petržalka v roce 1977, pevnůstky B-SV 1, B-SV 2 a B-SV 4 jsou dnes opuštěny a chátrají.